# SG Leutershausen
Le  Sportgemeinde Leutershausen  est un club omnisports allemand, basé à Hirschberg an der Bergstraße, dans le Bade-Wurtemberg. Il compte cinq sections : athlétisme, gymnastique artistique, handball, judo et ski. Sa section de handball masculine fut championne d’Allemagne en 1968.

## Historique
En 1946, deux clubs locaux, le  Turnverein Germania 1891  (fondé en 1891) et le  Deutsche Jugendkraft (DJK) (club catholique fondé en 1919) fusionnent pour donner naissance au SG Leutershausen. Le club connaît d’abord des succès régionaux (championnat et coupe de Bade), puis se révèle avec deux finales nationales de handball à 11 en plein air perdues en 1956 et 1957. La fin des années soixante se révèle fructueuse. D’abord, le club se qualifie pour la Bundesliga, nouvellement instaurée en 1966 puis, en 1968, remporte le titre de champion en salle (20-13 contre le VfL Gummersbach), et perd la finale en plein air contre Krefeld-Oppum. L’année suivante, il s’adjuge le titre en plein air contre le TSV Grün-Weiß Dankersen. Malheureusement, le SGL n’a pas pu disputer la Coupe des clubs champions en 1968-69, car la compétition fut annulée en raison de l’invasion de la Tchécoslovaquie par l’Union soviétique.
Le club ne parvient pas à se qualifier pour la première saison de la Bundesliga à poule unique en 1977 et doit attendre 1990 pour remonter. Il se qualifie dès la première année pour les playoffs et atteint la finale en 1992, perdue contre le SG Wallau-Massenheim. À ce jour, c’est la dernière du club. Il redescend en 1995 et en 2006 doit même déposer le bilan et repartir en championnat régional du Bade-Wurtemberg où le SG Leutershausen évolue désormais

## Palmarès
Handball à onze
- Coupe d'Europe (de) : 
  - Finaliste : 1970 (de)
- Championnat d'Allemagne (de)
  - Vainqueur (1) : 1969
  - Finaliste : 1956 (contre le Bayer Leverkusen), 1957 (contre Frisch Auf Göppingen), 1968 (contre TV Krefeld-Oppum)

Handball à sept
- Championnat d'Allemagne :
  - Champion (1) : 1968
  - Finaliste : 1966, 1969, 1992
- Championnat d'Allemagne de D2 :
  - Champion (poule Sud) (2) : 1988, 1990
- Coupe de l'IHF (C3)
  - Demi-finaliste (1) 1993